# Ilosvay Rudolf
Nagy-ilosvai Ilosvay Rudolf (Ilosva, 1820. december 10. – 1893. április 8.) magyar ügyvéd, bíró, honvédszázados.

## Élete
Ilosvai György helyettes alispán és zalakopolcsi Domokos Zsuzsánna fia. 1842-ben Bereg vármegye tiszteletbeli aljegyzője és táblabíró, 1848-49-ben honvédszázados és zászlóalj-parancsnok, 1861-ben törvényszéki bíró, azután ügyvéd volt Ilosván, ahol nőtlenül hunyt el 1893-ban.
Költeményei vannak a Kliegl könyvben (Pest, 1842. I., II. k.)